# Sergio Chariandini
Sergio Chariandini (Italia) es un nadador italiano retirado especializado en pruebas de larga distancia en aguas abiertas, donde consiguió ser subcampeón mundial en 1991 en los 25 km en aguas abiertas.

## Carrera deportiva
En el Campeonato Mundial de Natación de 1991 celebrado en Perth (Australia), ganó la medalla de plata en los 25 km en aguas abiertas, con un tiempo de 5:03:18 segundos, tras el estadounidense Chad Hundeby  (oro con 5:01:25 segundos) y por delante del australiano David O'Brien  (bronce con 5:08:23 segundos).